# Alexandra Green
Pour les articles homonymes, voir Green.
Alexandra Green, née le 16 juin 1992, est une joueuse camerounaise de basket-ball évoluant au poste de meneuse.

## Carrière
Elle participe au Championnat d'Afrique féminin de basket-ball 2019, l'équipe du Cameroun terminant à la dixième place puis au Championnat d'Afrique féminin de basket-ball 2021, terminant 3e.
Elle évolue en club aux Melbourne Boomers en Australie.